# Barbara Wicher
Barbara Wicher (ur. 1970 w Czeladzi) – wspόłczesna polska pisarka i tłumaczka języka francuskiego
Autorka licznych książek dla dzieci i młodzieży, wśrόd ktόrych jednymi z najnowszych są: "Pierwsza Gwiazdka z Cichej Dolinie", "Magiczna kłόdka", "Tomo niezwykły przyjaciel", "Skradziona korona", "Ada nie chce spać".
Z wykształcenia nauczycielka. Zamieszkała w Blois we Francji.

## Publikacje
- Pierwsza Gwiazdka w Cichej Dolinie, Świetlik, Białystok, 2023
- Magiczna kłódka, Czytalisek, Gliwice, 2023
- Tomo w tarapatach, Skarpa Warszawska, Warszawa 2023
- Tomo niezwykły przyjaciel, Skarpa Warszawska, Warszawa 2023
- Skradziona korona, Dziwimisie, Siechnice, 2023
- Nadia i kuce z Leśnej Stadniny, Skarpa Warszawska, Warszawa 2022
- Drużyna marzeń Czterolatek Przewodnik metodyczny (opowiadania na każdy tydzień), WSiP, Warszawa 2022
- Ada nie chce spać, BIS, Warszawa 2022
- Filipa – kotka ratownik, Wilga 2022
- Pterodaktyl Olimpek i wielki dinozaur, Wilga 2022
- Skarb na dnie oceanu, Wilga, Warszawa 2022
- Inka ze Srebrnej Groty, Wilga, Warszawa 2020
- Kuba i Maja kontra gang prosiaka, Wilga, Warszawa 2020
- Mali detektywi. Akcja Potop, Wilga, Warszawa 2019
- Mali detektywi. Akcja Jogi, Wilga, Warszawa 2019
- Mali detektywi. Akcja Pulpet, Wilga, Warszawa 2018
- Super Marian nad jeziorem, Wilga, Warszawa 2018
- Tofik i przygoda w parku. (Wydawnictwo Skrzat, Kraków 2017)
- Tofik u weterynarza. (Wydawnictwo Skrzat, Kraków 2016)
- Przygody roztargnionej czarownicy. (Wydawnictwo Skrzat, Kraków 2016)
- Figa na wakacjach. (Wydawnictwo Skrzat, Kraków 2015)
- Hura! Mamy pieska! (Wydawnictwo Skrzat, Kraków 2015)

Cykl o tematyce świątecznej:
- Prawdziwe przygody Świętego Mikołaja. (Wydawnictwo Skrzat, Kraków 2015)
- Nowe przygody Świętego Mikołaja. (Wydawnictwo Skrzat, Kraków 2014)
- Niezwykłe przygody Świętego Mikołaja. (Wydawnictwo Skrzat, Kraków 2013)

Seria oparta na programie edukacyjnym stacji MiniMini+: 
- Detektyw Łodyga. Na tropie zagadek przyrodniczych. Część 1 (Wydawnictwo Skrzat, Kraków 2014)
- Detektyw Łodyga. Na tropie zagadek przyrodniczych. Część 2 (Wydawnictwo Skrzat, Kraków 2015)
- Detektyw Łodyga. Na tropie zagadek przyrodniczych. Część 3 (Wydawnictwo Skrzat, Kraków 2015)
- Detektyw Łodyga. Na tropie zagadek przyrodniczych. Część 4 (Wydawnictwo Skrzat, Kraków 2015)

Powieść dla młodzieży:
- Zapiski nastolatki (nie) takiej jak inne. (Wydawnictwo Skrzat, Kraków 2009)

Powieści fantastyczne:
- Tybald i Smak Przygody. (Wydawnictwo Skrzat, Kraków 2006)
- Tybald i tajemnica Elfów Ognia. (Wydawnictwo Skrzat, Kraków 2004)
- Tybald i przepowiednia Studni Praprzodków. (Wydawnictwo Skrzat, Kraków 2003)

Przekłady literackie z języka francuskiego
- Annie Jay (seria powieści historycznych dla dzieci)
- Elżbieta. Księżniczka z Wersalu. Bal na dworze. (Wydawnictwo Skrzat, Kraków 2017)
- Elżbieta. Księżniczka z Wersalu. Dama z różą. (Wydawnictwo Skrzat, Kraków 2017)
- Elżbieta. Księżniczka z Wersalu. Sekret pozytywki. (Wydawnictwo Skrzat, Kraków 2016)
- Elżbieta. Księżniczka z Wersalu. Prezent od królowej. (Wydawnictwo Skrzat, Kraków 2016)

Inne:
- Lena i Tonio, czyli świat, gdy ma się kilka lat. (Wydawnictwo Skrzat, Kraków 2014)
- Mymi Doinet, Mélanie Allag (seria: Zwierzęta Oli)
- Jesteś słodki, kotku! (Wydawnictwo Skrzat, Kraków 2015)
- Jesteś super, chomiczku! (Wydawnictwo Skrzat, Kraków 2015)
- Wracaj, króliczku! (Wydawnictwo Skrzat, Kraków 2014)
- Uciekaj, tygrysku! (Wydawnictwo Skrzat, Kraków 2014)
- Nie jesteś już sam, niedźwiadku! (Wydawnictwo Skrzat, Kraków 2014)
- Odwagi mały marynarzu! (Wydawnictwo Skrzat, Kraków 2014)
- Nie płacz już, mały rudzielcu! (Wydawnictwo Skrzat, Kraków 2014)
- Nie bój się, misiu koalo! (Wydawnictwo Skrzat, Kraków 2014)
- Pierre Bottero (powieści)
- Ewilan z dwóch światów. Wyspa przeznaczenia. (Wydawnictwo W.A.B., Warszawa 2011)
- Ewilan z dwóch światów. Granice lodu. (Wydawnictwo W.A.B., Warszawa 2010)
- Ewilan z dwóch światów. Wyprawa. (Wydawnictwo W.A.B., Warszawa 2009)
- Frédéric Dard (powieści)
- Winda (Wydawnictwo C&T, Toruń 2008)
- Płacz kata. (Wydawnictwo C&T, Toruń 2008)
- Thierry Serfaty (powieść)
- Piąty pacjent. (Wydawnictwo C&T, Toruń 2007)